# Tadeusz Chmielniak
Tadeusz Jan Chmielniak (ur. 12 października 1941 w Czańcu k. Bielska-Białej) – polski inżynier, specjalista w dziedzinie maszyn cieplnych, profesor, wykładowca w Politechnice Śląskiej i jej były rektor, członek rzeczywisty Polskiej Akademii Nauk.

## Życiorys
Studia na Wydziale Mechaniczno-Energetycznym Politechniki Śląskiej ukończył w 1965 w ramach specjalności Energetyka jądrowa. Zaraz potem podjął studia na Uniwersytecie Jagiellońskim i w 1966 uzyskał stopień magistra matematyki. Jeszcze jako student Politechniki Śląskiej w 1963 podjął pracę na uczelni na stanowisku asystenta-stażysty w Katedrze Cieplnych Maszyn Wirnikowych. W 1970 obronił doktorat, a dwa lata później uzyskał habilitację. Od 1973 zatrudniony jako samodzielny pracownik naukowy, na początku jako docent, od 1982 jako profesor nadzwyczajny, od 1989 profesor zwyczajny. Obejmował również w Politechnice Śląskiej stanowiska kierownicze. Od 1982 kierował Katedrą Cieplnych Maszyn Wirnikowych. W latach 1982–2010 był dyrektorem Instytutu Maszyn i Urządzeń Energetycznych (od 1993 w strukturze Wydział Inżynierii Środowiska i Energetyki), w latach 1975–1981 dziekanem Wydziału Mechaniczno-Energetycznego, a w kadencji 1987–1990 pełnił funkcję rektora Politechniki Śląskiej.
Od 2007 jest członkiem korespondentem Polskiej Akademii Nauk, a od 2016 członkiem rzeczywistym. W PAN pełni funkcję przewodniczącego Komitetu Problemów Energetyki oraz członka prezydium Komitetu Termodynamiki i Spalania. Jest także członkiem Komitetu Mechaniki. Jest przewodniczącym Rady Programowej Instytutu Maszyn Przepływowych im. R. Szewalskiego PAN.

## Dorobek naukowy
Jest autorem 6 monografii naukowych. Jego monografia pt. Technologie energetyczne wydana przez WNT w 2008 stanowi kompendium aktualnej wiedzy z zakresu wszystkich technologii energetycznych. Jest także autorem lub współautorem ponad 270 artykułów i komunikatów naukowych,  autorem 5 i współautorem 4 skryptów i podręczników akademickich. W trakcie swojej pracy akademickiej wypromował 22 doktorów nauk technicznych.

## Nagrody i wyróżnienia
W 2009 roku przyznano mu tytuł doktora honoris causa Politechniki Częstochowskiej, a w 2011 otrzymał ten tytuł od swojej macierzystej uczelni. Wielokrotnie wyróżniany i nagradzany za pracę naukową nagrodami Ministra Nauki i Szkolnictwa Wyższego i Ministra Edukacji Narodowej. Odznaczony Krzyżem Oficerskim Orderu Odrodzenia Polski, Złotym Krzyżem Zasługi, Medalem Komisji Edukacji Narodowej oraz Medalem 60-lecia Politechniki Śląskiej.